# Diskografie Rudimental
Toto je seznam vydané diskografie anglické drum and bass kapely Rudimental.

## Alba

### Studiová alba
| Název                                                                                   | Detaily o albu                                                     | Umístění v hitparádách | Umístění v hitparádách | Umístění v hitparádách | Umístění v hitparádách | Umístění v hitparádách | Umístění v hitparádách | Umístění v hitparádách | Umístění v hitparádách | Umístění v hitparádách | Umístění v hitparádách | Certifikace                                      |
| Název                                                                                   | Detaily o albu                                                     | UK                     | AUS                    | AUT                    | BEL (FL)               | IRE                    | NL                     | NZ                     | SCO                    | SWI                    | US                     | Certifikace                                      |
| --------------------------------------------------------------------------------------- | ------------------------------------------------------------------ | ---------------------- | ---------------------- | ---------------------- | ---------------------- | ---------------------- | ---------------------- | ---------------------- | ---------------------- | ---------------------- | ---------------------- | ------------------------------------------------ |
| Home                                                                                    | - Vydáno: 29. dubna 2013 - Vydavatelství: Asylum, Atlantic, Warner | 1                      | 2                      | 56                     | 23                     | 5                      | 41                     | 2                      | 1                      | 34                     | —                      | - BPI: 2× Platinum - ARIA: Platinum - RMNZ: Gold |
| We the Generation                                                                       | - Vydáno: 2. října 2015 - Vydavatelství: Asylum, Atlantic, Warner  | 1                      | 4                      | —                      | 14                     | 8                      | 41                     | 5                      | 1                      | 32                     | 190                    | - BPI: Gold                                      |
| Toast to Our Differences                                                                | - Vydáno: 25. ledna 2019 - Vydavatelství: Asylum, Atlantic, Warner | 5                      | 41                     | —                      | 66                     | 31                     | 68                     | 20                     | 18                     | 31                     | —                      | - BPI: Silver                                    |
| Ground Control                                                                          | - Vydáno: 3. září 2021 - Vydavatelství: Asylum, Atlantic, Warner   | 16                     | ―                      | ―                      | ―                      | ―                      | ―                      | ―                      | ―                      | ―                      | ―                      |                                                  |
| "—" značí, že se nahrávka neumístila v hitparádách nebo v tomto území ani nebyla vydána |                                                                    |                        |                        |                        |                        |                        |                        |                        |                        |                        |                        |                                                  |

## Extended play
| Název       | Detaily                                                           |
| ----------- | ----------------------------------------------------------------- |
| Distinction | - Vydáno: 9. srpna 2019 - Vydavatelství: Asylum, Atlantic, Warner |

## Singly

### Jako hlavní umělec
| "Deep in the Valley" (feat. MC Shantie)                                                 | 2011 | —   | —  | —  | —  | —  | —  | —  | —  | —  | —  |                                                                                           | Singly bez alb           |
| "Speeding" (feat. Adiyam)                                                               | 2011 | —   | —  | —  | —  | —  | —  | —  | —  | —  | —  |                                                                                           | Singly bez alb           |
| "Spoons" (feat. MNEK a Syron)                                                           | 2012 | —   | —  | —  | —  | —  | —  | —  | —  | —  | —  |                                                                                           | Home                     |
| "Feel the Love" (feat. John Newman)                                                     | 2012 | 1   | 3  | 14 | 2  | 59 | 26 | 2  | 4  | 1  | —  | - BPI: 3× Platinum - ARIA: 3× Platinum - BEA: Gold - RMNZ: Platinum                       | Home                     |
| "Not Giving In" (feat. John Newman a Alex Clare)                                        | 2012 | 14  | 12 | —  | 54 | —  | 54 | 71 | 11 | 16 | —  | - BPI: Gold - ARIA: 2× Platinum - RMNZ: Gold                                              | Home                     |
| "Waiting All Night" (feat. Ella Eyre)                                                   | 2013 | 1   | 6  | 37 | 13 | —  | 4  | 26 | 9  | 2  | —  | - BPI: 3× Platinum - ARIA: Platinum - BEA: Gold - RMNZ: Gold                              | Home                     |
| "Right Here" (feat. Foxes)                                                              | 2013 | 14  | 29 | —  | 59 | —  | —  | —  | —  | 19 | —  | - BPI: Silver                                                                             | Home                     |
| "Free" (feat. Emeli Sandé)                                                              | 2013 | 26  | 5  | 41 | 36 | 38 | 9  | —  | 5  | 32 | —  | - BPI: Silver - ARIA: 4× Platinum - RMNZ: Platinum                                        | Home                     |
| "Powerless" (feat. Becky Hill)                                                          | 2014 | 73  | —  | —  | —  | —  | —  | —  | —  | —  | —  |                                                                                           | Home                     |
| "Give You Up" (feat. Alex Clare)                                                        | 2014 | —   | —  | —  | —  | —  | —  | —  | —  | —  | —  |                                                                                           | Home                     |
| "Bloodstream" (s Ed Sheeran)                                                            | 2015 | 2   | 7  | —  | 82 | —  | 13 | 98 | 2  | 2  | —  | - BPI: 2× Platinum - ARIA: Platinum - RMNZ: Platinum                                      | We the Generation        |
| "Never Let You Go" (feat. Foy Vance)                                                    | 2015 | 29  | 54 | —  | 79 | —  | 74 | —  | —  | 28 | —  |                                                                                           | We the Generation        |
| "I Will for Love" (feat. Will Heard)                                                    | 2015 | 180 | —  | —  | 73 | —  | —  | —  | —  | —  | —  |                                                                                           | We the Generation        |
| "Rumour Mill" (feat. Anne-Marie a Will Heard)                                           | 2015 | 67  | 68 | —  | 63 | —  | —  | —  | —  | —  | —  | - BPI: Silver                                                                             | We the Generation        |
| "Lay It All on Me" (feat. Ed Sheeran)                                                   | 2015 | 12  | 7  | 23 | 24 | 31 | 5  | 45 | 5  | 7  | 48 | - BPI: Platinum - ARIA: Platinum - BVMI: Gold - RMNZ: 2× Platinum - RIAA: Platinum        | We the Generation        |
| "Common Emotion" (feat. MNEK)                                                           | 2016 | —   | —  | —  | —  | —  | —  | —  | —  | —  | —  |                                                                                           | We the Generation        |
| "Sun Comes Up" (feat. James Arthur)                                                     | 2017 | 6   | 57 | 50 | 51 | 76 | 15 | —  | —  | 9  | —  | - BPI: Platinum - ARIA: 2× Platinum                                                       | Toast to Our Differences |
| "These Days" (feat. Jess Glynne, Macklemore a Dan Caplen)                               | 2018 | 1   | 2  | 1  | 3  | 3  | 2  | 10 | 4  | 3  | —  | - BPI: 4× Platinum - ARIA: 5× Platinum - BVMI: Platinum - RMNZ: Platinum - RIAA: Platinum | Toast to Our Differences |
| "Let Me Live" (s Major Lazer feat. Anne-Marie a Mr Eazi)                                | 2018 | 42  | 77 | —  | 16 | —  | 43 | 73 | —  | 29 | —  | - BPI: Silver - ARIA: Gold                                                                | Toast to Our Differences |
| "Walk Alone" (feat. Tom Walker)                                                         | 2018 | 80  | —  | —  | —  | —  | 92 | —  | —  | 80 | —  | - BPI: Silver                                                                             | Toast to Our Differences |
| "Summer Love" (s Rita Ora)                                                              | 2018 | —   | —  | —  | —  | —  | —  | —  | —  | —  | —  |                                                                                           | Toast to Our Differences |
| "Scared of Love" (feat. Ray BLK a Stefflon Don)                                         | 2019 | —   | —  | —  | —  | —  | —  | —  | —  | —  | —  |                                                                                           | Toast to Our Differences |
| "Stigawana" (s The Martinez Brothers feat. Faith Mussa)                                 | 2019 | —   | —  | —  | 94 | —  | —  | —  | —  | —  | —  |                                                                                           | Distinction              |
| "Mean That Much" (s Preditah feat. Morgan)                                              | 2019 | —   | —  | —  | —  | —  | —  | —  | —  | —  | —  |                                                                                           | Distinction              |
| "Something About You" (s Elderbrook)                                                    | 2019 | 87  | —  | —  | 78 | —  | 88 | —  | —  | 57 | —  | - BPI: Silver                                                                             | Distinction              |
| "Krazy" (feat. Afronaut Zu)                                                             | 2020 | —   | —  | —  | —  | —  | —  | —  | —  | —  | —  |                                                                                           | Ground Control           |
| "Easy on Me" (s the Martinez Brothers)                                                  | 2020 | —   | —  | —  | —  | —  | —  | —  | —  | —  | —  |                                                                                           | Singl bez alb            |
| "Come Over" (feat. Anne-Marie a Tion Wayne)                                             | 2020 | 26  | —  | —  | —  | —  | —  | —  | —  | 46 | —  | - BPI: Gold                                                                               | Ground Control           |
| "Blend" (s Netsky feat. Afronaut Zu)                                                    | 2020 | —   | —  | —  | —  | —  | —  | —  | —  | —  | —  |                                                                                           | Second Nature            |
| "Be Strong" (s Hot Since 82)                                                            | 2020 | —   | —  | —  | —  | —  | —  | —  | —  | —  | —  |                                                                                           | Singl bez alb            |
| "Be the One" (feat. Morgan, Digga D a Tike)                                             | 2020 | 49  | —  | —  | —  | —  | —  | —  | —  | —  | —  | - BPI: Silver                                                                             | Ground Control           |
| "Regardless" (s Raye)                                                                   | 2020 | 37  | —  | —  | —  | —  | 69 | —  | —  | —  | —  | - BPI: Silver                                                                             | Euphoric Sad Songs       |
| "Be Somebody" (s James Vincent McMorrow)                                                | 2021 | —   | —  | —  | —  | —  | —  | —  | —  | —  | —  |                                                                                           | Ground Control           |
| "Straight from the Heart" (feat. Nørskov)                                               | 2021 | —   | —  | —  | —  | —  | —  | —  | —  | —  | —  |                                                                                           | Ground Control           |
| "So Sorry" (se Skream)                                                                  | 2021 | —   | —  | —  | —  | —  | —  | —  | —  | —  | —  |                                                                                           | Ground Control           |
| "Jumper" (feat. Kareen Lomax)                                                           | 2021 | —   | —  | —  | —  | —  | —  | —  | —  | —  | —  |                                                                                           | Ground Control           |
| "Break My Heart"                                                                        | 2022 | —   | —  | —  | —  | —  | —  | —  | —  | —  | —  |                                                                                           | Singly bez alb           |
| "Dancing Is Healing" (s Charlotte Plank a Vibe Chemistry)                               | 2023 | 5   | —  | —  | —  | —  | 14 | —  | —  | —  | —  | - BPI: Platinum                                                                           | Singly bez alb           |
| "Die Young" (s Venbee)                                                                  | 2023 | 73  | —  | —  | —  | —  | —  | —  | —  | —  | —  |                                                                                           | Singly bez alb           |
| "Thunderstorm" (s Clipz feat. Deyaz)                                                    | 2023 | —   | —  | —  | —  | —  | —  | —  | —  | —  | —  |                                                                                           | Singly bez alb           |
| "Waterslides" (s Tiësto a Absolutely)                                                   | 2024 | —   | —  | —  | —  | —  | —  | —  | —  | —  | —  |                                                                                           | Singly bez alb           |
| "Green & Gold" (se Skepsis feat. Charlotte Plank a Riko Dan)                            | 2024 | 29  | —  | —  | —  | —  | —  | —  | —  | —  | —  | - BPI: Silver                                                                             | Singly bez alb           |
| "Bring Me Joy" (feat. Karen Harding)                                                    | 2024 | 63  | —  | —  | —  | —  | —  | —  | —  | —  | —  |                                                                                           | Singly bez alb           |
| "Gone for the Night" (s Disrupta feat. Liam Bailey, BackRoad Gee, Scrufizzer a Shakes)  | 2024 | —   | —  | —  | —  | —  | —  | —  | —  | —  | —  |                                                                                           | Singly bez alb           |
| "Ram Pam" (feat. Mystic Marley a Flowdan)                                               | 2024 | —   | —  | —  | —  | —  | —  | —  | —  | —  | —  |                                                                                           | Singly bez alb           |
| "The Feeling" (s 1991, Pnau a AR/CO)                                                    | 2024 | —   | —  | —  | —  | —  | —  | —  | —  | ×  | —  |                                                                                           | Singly bez alb           |
| "Vex" (se Skepsis feat. Mist a Popcaan)                                                 | 2024 | —   | —  | —  | —  | —  | —  | —  | —  | ×  | —  |                                                                                           | Singly bez alb           |
| "All I Know" (s Khalid)                                                                 | 2025 | 58  | —  | —  | —  | —  | —  | —  | —  | ×  | —  |                                                                                           | Singly bez alb           |
| "—" značí, že se nahrávka neumístila v hitparádách nebo v tomto území ani nebyla vydána |      |     |    |    |    |    |    |    |    |    |    |                                                                                           |                          |

### Jako vedlejší umělec
| Název                                        | Rok  | Umístění v hitparádách | Umístění v hitparádách | Umístění v hitparádách | Umístění v hitparádách | Certifikace              | Album         |
| Název                                        | Rok  | UK                     | IRE                    | NL                     | NZ                     | Certifikace              | Album         |
| -------------------------------------------- | ---- | ---------------------- | ---------------------- | ---------------------- | ---------------------- | ------------------------ | ------------- |
| "Stand By (#CWC19)" (Loryn feat. Rudimental) | 2019 | —                      | —                      | —                      | —                      |                          | Singl bez alb |
| "Alibi" (Ella Henderson feat. Rudimental)    | 2024 | 10                     | 21                     | 71                     | —                      | - BPI: Gold - ARIA: Gold | bude oznámeno |

### Promo singly
| "Hell Could Freeze" (feat. Angel Haze)                                                  | 2013 | —   | —  | —  | —  | —  | Home                     |
| "Pompeii" / "Waiting All Night" (s Bastille feat. Ella Eyre)                            | 2014 | 21  | —  | 42 | —  | 24 | Singl bez alb            |
| "Love Ain't Just a Word" (feat. Anne-Marie a Dizzee Rascal)                             | 2015 | 108 | —  | —  | —  | —  | We the Generation        |
| "We the Generation" (feat. Mahalia)                                                     | 2015 | —   | —  | —  | —  | —  | We the Generation        |
| "Healing" (feat. Joseph Angel)                                                          | 2016 | —   | 95 | —  | —  | 85 | Singly bez alb           |
| "Trouble" (se Sub Focus feat. Chronixx a Maverick Sabre)                                | 2017 | —   | —  | —  | —  | —  | Singly bez alb           |
| "No Fear" (s The Martinez Brothers feat. Donna Missal)                                  | 2017 | —   | —  | —  | —  | —  | Singly bez alb           |
| "Toast to Our Differences" (feat. Shungudzo, Protoje a Hak Baker)                       | 2018 | —   | —  | —  | —  | —  | Toast to Our Differences |
| "They Don't Care About Us" (feat. Maverick Sabre a YEBBA)                               | 2018 | —   | —  | —  | —  | —  | Toast to Our Differences |
| "Remember Their Names" (s MJ Cole feat. Josh Barry)                                     | 2021 | —   | —  | —  | 36 | —  | Ground Control           |
| "Instajets" (s The Game a D Double E feat. BackRoad Gee)                                | 2021 | —   | —  | —  | —  | —  | Ground Control           |
| "—" značí, že se nahrávka neumístila v hitparádách nebo v tomto území ani nebyla vydána |      |     |    |    |    |    |                          |

## Remixy
| Název                                            | Rok  | Umělec              | Vydavatelství         | Album                                       |
| ------------------------------------------------ | ---- | ------------------- | --------------------- | ------------------------------------------- |
| "Closer"                                         | 2010 | Natalie May         | —                     | /                                           |
| "Lego House"                                     | 2011 | Ed Sheeran          | Warner                | +                                           |
| "Drunk"                                          | 2012 | Ed Sheeran          | Warner                | +                                           |
| "Around"                                         | 2012 | Noir & Hayze        | Defected              | The Album                                   |
| "Bada Bing"                                      | 2012 | Benny Banks         | 679                   | Remix bez alb                               |
| "Express Yourself"                               | 2012 | Labrinth            | Syco                  | Electronic Earth                            |
| "Hush Little Baby" (feat. Ed Sheeran)            | 2012 | Wretch 32           | Ministry of Sound     | Black and White                             |
| "Happier"                                        | 2012 | Paper Crows         | Warner                | Build EP                                    |
| "The Work"                                       | 2016 | Saronde             | Beating Heart Project | Beating Heart: Malawi                       |
| "Human"                                          | 2016 | Rag'n'Bone Man      | Sony                  | Human                                       |
| "Fading"                                         | 2018 | Alle Farben & Ilira | Sony                  | Sticker on my Suitcase                      |
| "Don't Worry Bout Me"                            | 2019 | Zara Larsson        | TEN Music Group       | Remix bez alb                               |
| "Ndi Konkuno"                                    | 2019 | Faith Mussa         | UMG                   | Kalilima                                    |
| "All I Need"                                     | 2020 | Jake Bugg           | Sony                  | Saturday Night, Sunday Morning              |
| "Need a Little Love"                             | 2021 | The Fratellis       | Cooking Vinyl         | Half Drunk Under a Full Moon                |
| "Empower" (feat. Afronaut Zu, Tinyman a Ahnansé) | 2021 | Steam Down          | UMG                   | Five Fruit                                  |
| "Take Care Of Business"                          | 2022 | Nina Simone         | UMG Recordings        | Feeling Good: Her Greatest Hits And Remixes |